# جغد حبشی
جغد حبشی (نام علمی: Asio abyssinicus) نام یک گونه از سرده جغدهای گوش‌دار است.